# W oliwnym gaju (wiersz)

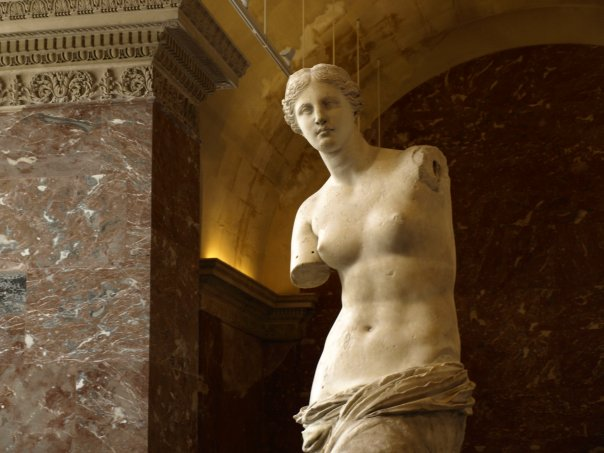
Wenus z Milo

W oliwnym gaju – wiersz młodopolskiego poety Kazimierza Przerwy-Tetmajera, opublikowany w tomiku Poezje. Seria pierwsza, wydanym w 1891. Utwór jest napisany klasyczną sekstyną, czyli zwrotką sześciowersową rymowaną ababcc, układaną jedenastozgłoskowcem.
W oliwnym gaju, gdzie pachną jaśminy,
perłowe lilie i szkarłatne róże,
nad cichym morzem barwy złotosinej
od słońca, co się paliło w lazurze,
dzieło od bogów natchnionego dłuta,
Afrodis stała z marmuru wykuta.
Utwór opowiada o tym, jak grecki wojownik, idący na wojnę z Persami, przystanął przed marmurowym posągiem bogini Afrodyty i – urzeczony jego pięknem –- powiedział –- Za jeden uścisk twój, bogini złota,/zapłacę chwałą mojego żywota!.... Wtedy figura ożyła. To sama bogini objawiła się śmiertelnikowi. Tymczasem jego towarzysze poszli w bój i zginęli: A jego bracia milczący leżeli/na piersiach wrogów i na piersi krwawej....